# Dan Coriolan Simedru
Dan Coriolan Simedru (n. 25 februarie 1962) este un politician român, fost deputat de Alba și prefect al județului Alba. Între 1997-2004 a fost deputat de Alba, din partea PNL. Între 2004-2008 a fost vicepreședinte al Consiliului Județean Alba. Este de profesie inginer, absolvent al Institutului Politehnic din Cluj.
În legislatura 1996-2000, Dan Coriolan Simedru a fost validat pe data de 10 iunie 1997, când l-a înlocuit pe deputatul Costin Georgescu și a fost membru în grupurile parlamentare de prietenie cu Statul Kuwait și Republica Lituania; în legislatura 2004-2008, a fost membru în grupurile parlamentare de prietenie cu Republica Finlanda și Statul Kuwait iar în legislatura 2012-2016 a fost membru în grupurile parlamentare de prietenie cu Republica Lituania și Sultanatul Oman.